# Лексико-семантичне поле
Ле́ксико-семанти́чне по́ле— сукупність парадигматично пов'язаних лексичних одиниць, які об'єднані спільністю змісту (іноді й спільністю формальних показників) і відображають поняттєву, предметну й функціональну подібність позначуваних явищ.
Як приклад можна назвати такі лексико-семантичні поля: поле спорідненості, поле переміщення (руху), поле розумової діяльності (мислення), темпоральне (часове) поле, метеорологічне (погодне), поле сприймання, поле температури тощо.
Кожне поле має у своєму складі спільну (інтегральну) ознаку, яка об'єднує всі одиниці поля. Така ознака називається архісемою і виражається лексемою з узагальненим значенням. Щодо названих вище полів такими ознаками є 'спорідненість', 'мислення', 'темпоральність (час)', 'погода', 'сприймання', 'температура'. Кожна окрема одиниця лексико-семантичного поля повинна відрізнятися від інших одиниць цього ж поля хоча б однією диференційною ознакою. Наприклад, йти і їхати різняться диференційною ознакою 'спосіб руху', йти й ходити — ознакою 'односпрямованість/різноспрямованість', йти й бігти — ознакою 'інтенсивність' тощо.
Лексико-семантичні поля не є ізольованими об'єднаннями. Вони пов'язані між собою. Одним із засобів міжпольових зв'язків є багатозначні слова, які окремими своїми значеннями належать до різних полів. Так, скажімо, слово година значеннями «час, пора», «60 хвилин» належить до темпорального лексико-семантичного поля, а значенням «гарна сонячна погода» — до метеорологічного поля, слово підійти одним значенням належить до лексико-семантичного поля переміщення, а іншим — до поля розумової діяльності (підійти до висновку); уже згадувані слова теплий, холодний, гарячий тощо одними значеннями належать до поля температури, а іншими — до поля почуттів. Таким чином, лексико-семантичні поля перетинаються. Зв'язок між полями забезпечує безперервність семантичного простору, об'єднує всі поля в одну лексико-семантичну систему мови.
Склад і структура лексико-семантичних полів у різних мовах не збігаються. Якщо уявити собі лексико-семантичне поле як певну мозаїку слів, то ця мозаїка в різних мовах буде неоднаковою, тобто поля матимуть різну кількість клітинок, не всі клітинки в одній із мов будуть заповненими і те, що в одній мові міститься в одній клітинці, в іншій може бути розподілене між двома чи кількома меншими клітинками. Пор.: рос. общий — укр. спільний і загальний, укр. годинник — англ. watch «наручний, кишеньковий годинник», clock (для всіх інших видів), укр. година — англ. hour «60 хвилин», o'clock «час за годинами», англ. boat — укр. човен і пароплав, англ. coat — укр. пальто і піджак, англ. desk — укр. парта і стіл, англ. dream — укр. снитися і мріяти, англ. smell — укр. пахнути і нюхати, рос. любить — укр. любити й кохати — нім. haben gern (про речі) і lieben (про людей) — англ. like, love, adore (різний ступінь почуття); фр. flotter «нерухомо триматися на воді» не має в українській мові відповідника; турецьке hök покриває значення трьох українських слів — голубий, синій, зелений; у мові хопі (північноамериканських індіанців) немає іменників типу весна, зима, теперішнє, майбутнє, а передаються ці поняття прислівниками на зразок: коли тепло, коли холодно тощо.
Лексико-семантичне поле має ієрархічну будову. Воно складається з лексико-семантичних груп, а лексико-семантичні групи з менших за обсягом мікросистем — синонімічних рядів, антонімічних пар, гіперо-гіпонімів, конверсивів тощо. Так, скажімо, в темпоральному лексико-семантичному полі виділяються лексико-семантичні групи назв точних і неточних часових відрізків, а в межах цих лексико-семантичних груп виділяються мінімальні семантичні об'єднання: синонімічні ряди (час, пора; день, доба), антонімічні пари (день — ніч, літо — зима, вічність — мить). Найпоширенішими в лексико-семантичній системі є гіперо-гіпонімічні (родо-видові) відношення (тюльпан, гвоздика, гладіолус, ромашка … — квіти; квіти, кущі, дерева… —рослини; січень, лютий, березень… — місяці; хвилини, години, дні, місяці, роки … — час). Вони притаманні всім пластам лексики і є найважливішими чинниками, які об'єднують і структурують лексико-семантичну систему.